# Liphistius kanthan
Liphistius kanthan är en spindelart som beskrevs av Norman I. Platnick 1997. Liphistius kanthan ingår i släktet Liphistius och familjen ledspindlar. Inga underarter finns listade i Catalogue of Life.